# WTA-toernooi van Bali
Het WTA-toernooi van Bali is een voormalig tennistoernooi voor vrouwen dat van 2001 tot en met 2008 plaatsvond op het Indonesische eiland Bali. De officiële naam van het toernooi was Wismilak International (in de periode 2001 tot en met 2006) respectievelijk Commonwealth Bank Tennis Classic (in de jaren 2007 en 2008). In 1999 en 2000 vond het "Wismilak International"-toernooi plaats in Kuala Lumpur en in de periode 1994–1997 in Surabaya.
De WTA organiseerde het toernooi dat in de categorie "Tier III" viel en werd gespeeld op hardcourt.
Er werd door 30 deelneemsters per jaar gestreden om de titel in het enkelspel, en door 16 paren om de dubbelspeltitel. Aan het kwalificatietoernooi voor het enkelspel namen maximaal 16 speelsters deel, met vier plaatsen in het hoofdtoernooi te vergeven.

## Meervoudig winnaressen enkelspel
| speelster            | aantal titels | in de jaren      |
| -------------------- | ------------- | ---------------- |
| Svetlana Koeznetsova | 3             | 2002, 2004, 2006 |
| Lindsay Davenport    | 2             | 2005, 2007       |

## Finales

### Enkelspel
| Datum      | Naam                             | Cat.     | ($)     | Ondergrond        | Winnares             | Verliezend finaliste | Uitslag       |         |
| ---------- | -------------------------------- | -------- | ------- | ----------------- | -------------------- | -------------------- | ------------- | ------- |
| 2001-09-24 | Wismilak International           | Tier III | 170.000 | hardcourt, buiten | Angelique Widjaja    | Joannette Kruger     | 7-6, 7-6      | details |
| 2002-09-23 | Wismilak International           | Tier III | 225.000 | hardcourt, buiten | Svetlana Koeznetsova | Conchita Martínez    | 3-6, 7-6, 7-5 | details |
| 2003-09-08 | Wismilak International           | Tier III | 225.000 | hardcourt, buiten | Jelena Dementjeva    | Chanda Rubin         | 6-2, 6-1      | details |
| 2004-09-13 | Wismilak International           | Tier III | 225.000 | hardcourt, buiten | Svetlana Koeznetsova | Marlene Weingärtner  | 6-1, 6-4      | details |
| 2005-09-12 | Wismilak International           | Tier III | 225.000 | hardcourt, buiten | Lindsay Davenport    | Francesca Schiavone  | 6-2, 6-4      | details |
| 2006-09-11 | Wismilak International           | Tier III | 225.000 | hardcourt, buiten | Svetlana Koeznetsova | Marion Bartoli       | 7-5, 6-2      | details |
| 2007-09-10 | Commonwealth Bank Tennis Classic | Tier III | 225.000 | hardcourt, buiten | Lindsay Davenport    | Daniela Hantuchová   | 6-4, 3-6, 6-2 | details |
| 2008-09-08 | Commonwealth Bank Tennis Classic | Tier III | 225.000 | hardcourt, buiten | Patty Schnyder       | Tamira Paszek        | 6-3, 6-0      | details |

### Dubbelspel
| Datum      | Naam                             | Cat.     | ($)     | Ondergrond        | Winnaressen                             | Verliezend finalistes                        | Uitslag          |         |
| ---------- | -------------------------------- | -------- | ------- | ----------------- | --------------------------------------- | -------------------------------------------- | ---------------- | ------- |
| 2001-09-24 | Wismilak International           | Tier III | 170.000 | hardcourt, buiten | Evie Dominikovic Tamarine Tanasugarn    | Janet Lee Wynne Prakusya                     | 6-7, 6-2, 6-3    | details |
| 2002-09-23 | Wismilak International           | Tier III | 225.000 | hardcourt, buiten | Cara Black Virginia Ruano Pascual       | Svetlana Koeznetsova Arantxa Sánchez Vicario | 6-2, 6-3         | details |
| 2003-09-08 | Wismilak International           | Tier III | 225.000 | hardcourt, buiten | María Vento-Kabchi Angelique Widjaja    | Émilie Loit Nicole Pratt                     | 7-5, 6-2         | details |
| 2004-09-13 | Wismilak International           | Tier III | 225.000 | hardcourt, buiten | Anastasija Myskina Ai Sugiyama          | Svetlana Koeznetsova Arantxa Sánchez Vicario | 6-3, 7-5         | details |
| 2005-09-12 | Wismilak International           | Tier III | 225.000 | hardcourt, buiten | Anna-Lena Grönefeld Meghann Shaughnessy | Yan Zi Zheng Jie                             | 6-3, 6-3         | details |
| 2006-09-11 | Wismilak International           | Tier III | 225.000 | hardcourt, buiten | Lindsay Davenport Corina Morariu        | Natalie Grandin Trudi Musgrave               | 6-3, 6-4         | details |
| 2007-09-10 | Commonwealth Bank Tennis Classic | Tier III | 225.000 | hardcourt, buiten | Ji Chunmei Sun Shengnan                 | Jill Craybas Natalie Grandin                 | 6-3, 6-2         | details |
| 2008-09-08 | Commonwealth Bank Tennis Classic | Tier III | 225.000 | hardcourt, buiten | Hsieh Su-wei Peng Shuai                 | Marta Domachowska Nadja Petrova              | 6-7, 7-6, [10-7] | details |

2001 · 2002 · 2003 · 2004 · 2005 · 2006 · 2007 · 2008
ITF-toernooien (mannen en vrouwen)

ATP-toernooien (mannen) – ATP-seizoen 2025

WTA-toernooien (vrouwen) – WTA-seizoen 2025

Voormalige toernooien mannen
Voormalige toernooien vrouwen
Voormalige amateurtoernooien